# لياندرو سوسا
لياندرو سوسا (بالإسبانية: Leandro Sosa Toranza)‏ هو لاعب كرة قدم أوروغواياني في مركز الوسط، ولد في 24 يونيو 1994 في بونتا دل إيستي في الأوروغواي. لعب مع أتيناس دي سان كارولس ونادي أوهيجينس.

## وصلات خارجية
- لياندرو سوسا على موقع قاعدة بيانات كرة القدم.إي يو (الإنجليزية)
- لياندرو سوسا على موقع Soccerway.com (الإنجليزية)
- لياندرو سوسا على موقع عالم كرة القدم.نت (الإنجليزية)
- لياندرو سوسا على موقع AS.com (الإسبانية)